# Granite City Oilers
I Granite City Oilers sono stati una squadra di football americano di Aberdeen, in Gran Bretagna. Fondati nel 1986, hanno disputato un SGA Bowl. Hanno chiuso nel 1995.

## Dettaglio stagioni

### Tornei

#### Tornei nazionali

##### Campionato

###### Budweiser League Premier Division
| Stagione | regular season | regular season | regular season | regular season | regular season | regular season | playoff | playoff | playoff | playoff | playoff | playoff   | playoff    |
|          | Vin            | Par            | Per            | Tot            | PF             | PS             | Vin     | Per     | Tot     | PF      | PS      | risultato | avversaria |
| -------- | -------------- | -------------- | -------------- | -------------- | -------------- | -------------- | ------- | ------- | ------- | ------- | ------- | --------- | ---------- |
| 1987     | 6              | 0              | 2              | 8              | 158            | 64             | -       | -       | -       | -       | -       | -         | -          |
| Totale   | 6              | 0              | 2              | 8              | 158            | 64             | -       | -       | -       | -       | -       |           |            |

Fonti: Enciclopedia del Football - A cura di Roberto Mezzetti

#### Tornei locali

##### SGA
| Stagione | regular season | regular season | regular season | regular season | regular season | regular season | playoff | playoff | playoff | playoff | playoff | playoff   | playoff       |
|          | Vin            | Par            | Per            | Tot            | PF             | PS             | Vin     | Per     | Tot     | PF      | PS      | risultato | avversaria    |
| -------- | -------------- | -------------- | -------------- | -------------- | -------------- | -------------- | ------- | ------- | ------- | ------- | ------- | --------- | ------------- |
| 1995     | 5              | 0              | 1              | 6              | 188            | 122            | 0       | 1       | 1       | 0       | 76      | SGA Bowl  | Glasgow Lions |
| Totale   | 5              | 0              | 1              | 6              | 188            | 122            | 0       | 1       | 1       | 0       | 76      |           |               |

Fonti: Enciclopedia del Football - A cura di Roberto Mezzetti

### Riepilogo fasi finali disputate
| Anno | Luogo | Evento | Fase del torneo | Incontro                            | Risultato |
| 1995 |       | SGA    | SGA Bowl        | Glasgow Lions - Granite City Oilers | 76 - 0    |